# فريق متعدد التخصصات
فريق متعدد التخصصات (بالإنجليزية: Cross-functional team)‏ هو مجموعة من الأشخاص ذوي الخبرات الوظيفية المختلفة العاملين نحو هدف مشترك. قد يشمل أفرادا من أقسام المالية والتسويق والعمليات والموارد البشرية. عادة ما يشمل موظفين من جميع مستويات المنظمة. قد يكون أعضاء الفريق أيضا من خارج المنظمة (على وجه الخصوص من الموردين والعملاء الرئيسيين أو المستشارين).
غالبا ما يعمل الفرق المتعددة التخصصات كفِرَقا موجهة ذاتيا مكلفة بمهمة محددة تتطلب إسهام وخبرة العديد من الأقسام. تعيين مهمة لفريق مؤلف من أفراد متعددي التخصصات يزيد من مستوى الإبداع ويؤسس رأيا مشتركا. يقدم كل عضو وجهة نظر بديلة للمشكلة وحل محتمل للمهمة. في عالم الأعمال اليوم تعتبر الابتكارات ميزة تنافسية رائدة وتعزز الفرق متعددة التخصصات الابتكار من خلال عملية تعاونية إبداعية. لا يلزم أن يكون أعضاء فريق متعدد التخصصات متمرسين في قدرات القيام بمهام متعددة في حد ذاتها ولكن يجب أن يكونوا على استعداد للمساعدة في جوانب مختلفة لبناء منتج فعلي حيث يتحملون مسؤولية أعمالهم اليومية بالإضافة إلى واجباتهم في فريقهم المتعدد التخصصات.
وقد اعتبر بعض الباحثين التفاعلات المتعددة التخصصات تعاونية أو تنافسية من حيث الطبيعة بينما أشار آخرون إلى أن مناطق العمل الوظيفية في المنظمات غالبا ما يتعين عليها أن تتنافس وتتعاون في نفس الوقت مع بعضها البعض ("التعاون التنافسي") وأنه من الضروري فهم كيفية تداخل هذه العلاقات المعقدة وتأثيرها على أداء الشركة.
اتخاذ القرارات داخل الفريق قد يعتمد على التوافق ولكن في كثير من الأحيان يتم قيادته بواسطة مدير/مدرب/قائد الفريق. يمكن أن تكون القيادة تحديا كبيرا في الفرق المتعددة التخصصات. يتولى القادة مهمة توجيه أعضاء الفريق من مجالات المعرفة المختلفة. يجب عليهم تحويل تباينات المدخلات المختلفة إلى إخراج نهائي متماسك واحد. يمكن مقارنة الفرق المتعددة التخصصات بمجلس إدارة الشركة. يتم تجميع مجموعة من الأفراد ذوي الخلفيات والتخصصات المختلفة للتعاون بطريقة فعالة من أجل تحسين المنظمة أو حل مشكلة ما.
تعتمد بعض المنظمات بناؤها حول سياقات عمل متعددة التخصصات من خلال وجود خطوط تقديم تقارير إلى مدراء متعددين. يُطلق على هذا النوع من الإدارة اسم الإدارة المصفوفية وتُشار إلى هذه المنظمات في كثير من الأحيان بالمنظمات المصفوفية.

## التأثيرات
تأثرت عمليات اتخاذ القرار والهياكل التنظيمية بنمو الفرق الموجهة ذاتيا متعددة التخصصات. على الرغم من أن نظرية الإدارة تحب أن تؤكد أن كل نوع من الهياكل التنظيمية يحتاج إلى اتخاذ قرارات إستراتيجية وتكتيكية وتشغيلية إلا أن إجراءات جديدة بدأت في الظهور تعمل بشكل أفضل مع الفرق.

### أقل اتجاها واحدا
حتى وقت قريب كان اتخاذ القرار يتدفق في اتجاه واحد. تحكم الأهداف الشاملة على مستوى الشركة أهداف وحدات الأعمال الاستراتيجية وبدورها تحكم أهداف المستوى الوظيفي. في الوقت الحاضر لدينا هياكل أكثر انسيابية حيث تتنوع الشركات بشكل أقل وبدأت الإدارات الوظيفية تصبح أقل تعريفا. ارتفاع الفرق الموجهة ذاتيا يعكس هذه الاتجاهات. تميل الديناميات داخل الفريق لتصبح متعددة الاتجاهات بدلا من تسلسلية. العمليات التفاعلية تشجع التوافق داخل الفرق. أيضا تصبح التوجيهات المعطاة للفريق أكثر عمومية وأقل تحديدا.

### نطاق أوسع للمعلومات
تتطلب الفرق المتعددة التخصصات مجموعة واسعة من المعلومات لاتخاذ قراراتها. يحتاجون إلى الاستفادة من المعلومات من جميع أجزاء قاعدة معلومات المنظمة. يشمل ذلك المعلومات من جميع الإدارات الوظيفية. يصبح التكامل النظامي مهما لأنه يجعل جميع المعلومات متاحة من خلال واجهة واحدة. فائدة ضمنية للفريق المتعدد التخصصات هي مدى المعرفة التي يجلبها كل عضو للفريق. كل عضو في الفريق هو ممثل لإحدى الإدارات وبالتالي يستطيع أن يستفيد من معرفته بالوصول إلى وتوفير المعرفة لتلك الإدارة لصالح الفريق. هذا يزيد من كفاءة الفريق المتعدد التخصصات من خلال تقليل الوقت المستغرق في جمع المعلومات.

### عمق أكبر للمعلومات
تتطلب الفرق المتعددة التخصصات معلومات من جميع مستويات الإدارة. قد تكون للفرق جذورها في الحاجة المدركة لاتخاذ قرارات استراتيجية بشكل أساسي أو قرارات تكتيكية أو قرارات تشغيلية لكنها ستحتاج إلى كل ثلاثة أنواع من المعلومات. تحتاج تقريبا جميع الفرق الموجهة ذاتيا إلى المعلومات التي تستخدم تقليديا في اتخاذ القرارات الاستراتيجية والتكتيكية والتشغيلية. على سبيل المثال يعتبر تطوير المنتجات الجديدة بشكل تقليدي إجراء تكتيكيا. يحصل على التوجيه الاستراتيجي من الإدارة العليا ويستخدم الإدارات التشغيلية مثل الهندسة والتسويق لأداء مهمته. ولكن ستتألف فرقة تطوير منتج جديد من أشخاص من الإدارات التشغيلية وغالبا ما يكون هناك شخص من الإدارة العليا.
في كثير من الحالات ستتخذ الفرق قرارات استراتيجية غير منظمة - مثل أي أسواق تنافس فيها وما هي تقنيات الإنتاج الجديدة التي يجب الاستثمار فيها وما هو معدل العائد المطلوب. وستتخذ قرارات تكتيكية مثل ما إذا كان يجب بناء نموذج أولي وما إذا كان يجب اختبار الفكرة وما إذا كان يجب اختبار السوق وكمية الإنتاج. وستتخذ قرارات تشغيلية منظمة مثل جدولة الإنتاج وشراء المخزون وجدولة الإعلانات. في حالات أخرى قد تقتصر الفرق على قرارات تكتيكية وتشغيلية. في كلتا الحالتين ستحتاج المعلومات المرتبطة بجميع المستويات.

### نطاق أوسع للمستخدمين
تتكون الفرق المتعددة التخصصات من أشخاص من أجزاء مختلفة من المنظمة. يجب أن تصبح المعلومات مفهومة لجميع المستخدمين. ليس فقط المهندسون يستخدمون البيانات التقنية وليس فقط المحاسبون يستخدمون البيانات المالية وليس فقط موظفو الموارد البشرية يستخدمون بيانات الموارد البشرية. تفتقر المنظمات الحديثة إلى وجود مديرين أوسط لتجمع وترتيب وتحديد أولويات البيانات. يجب أن تكون المعلومات التقنية والمالية والتسويقية وجميع أنواع المعلومات الأخرى في شكل يمكن لجميع أعضاء الفريق المتعدد التخصصات فهمه. وينطوي ذلك على تقليل كمية المصطلحات المتخصصة وترتيب المعلومات بناء على أهميتها وإخفاء الإجراءات الإحصائية المعقدة عن المستخدمين وتقديم تفسيرات للنتائج وتوفير شروح واضحة للمعلومات الصعبة. يمكن لأنظمة تصور البيانات عرض النتائج المعقدة بطريقة سهلة التفاعل.

### أقل تحكما في الأهداف
منذ أن عرض بيتر دروكر في كتابه "ممارسة الإدارة" الصادر عام 1954 وجهات نظره حول إدارة الأهداف أصبحت عمليات اتخاذ القرار في الأعمال أكثر توجها نحو تحقيق الأهداف. لقد رأى المديرون أن عملية اتخاذ القرار عموما والتفكير الاستراتيجي على وجه الخصوص هي عملية متعددة المراحل تبدأ بتقييم الوضع الحالي وتحديد الأهداف ثم تحديد كيفية تحقيق هذه الأهداف. اتخذت إدارة الأهداف هذا النهج الأساسي وطبقته على كافة القرارات الهامة تقريبا.
اليوم بدأت العديد من الشركات تتجه نحو نهج أقل هيكلة وأكثر تفاعلية. أحد الطرق لتنفيذ ذلك يتضمن استخدام فرق عمل ذاتية التوجيه ومتعددة التخصصات. يأمل المؤيدون أن تطور هذه الفرق استراتيجيات ستعيد تعريف الصناعات وتخلق ممارسات جديدة "الأفضل". يرون أن التحسينات التدريجية لا تكفي.
يُزعم أن الفرق المتعددة التخصصات التي تستخدم تقنيات غير منظمة وتبحث عن مزايا تنافسية ثورية تتطلب أنظمة معلومات تتميز بزيادة التفاعلية والمرونة والقدرة على التعامل مع المنطق المبهم. يمكن أن يكون الذكاء الاصطناعي مفيدة في هذا الجانب في يوم من الأيام.

## التعاون في الفرق المتعددة التخصصات
تواجه العديد من الفرق في المنظمات الكبيرة تحديات في خلق جو تعاوني عند التعامل مع التبعيات المتعددة التخصصات والنظراء من وظائف أخرى. بشكل عام لا تدعم هيكلة المنظمات التعاون المتعدد التخصصات بين الفرق.
تعد التواصل السلس أساسا للفرق المتعددة التخصصات. يجب على الفريق جدولة جميع الاجتماعات وإعداد جدول الأعمال لكل اجتماع. يجب أن يعرف الفريق ماذا سيتم مناقشته.
يصبح من المهم بالنسبة للمنظمات بناء ثقة بين موظفيها والشعور بالمسؤولية لدى كل من الأطراف المعنية لدفعهم لبذل مزيد من الجهد والتعاون مع الفرق الأخرى لتحقيق أهداف الشركة. يعتبر ذلك أمرا حاسما للتعاون النشط وليس فقط في حالات الأزمات.